# Ruch Wolność i Pokój

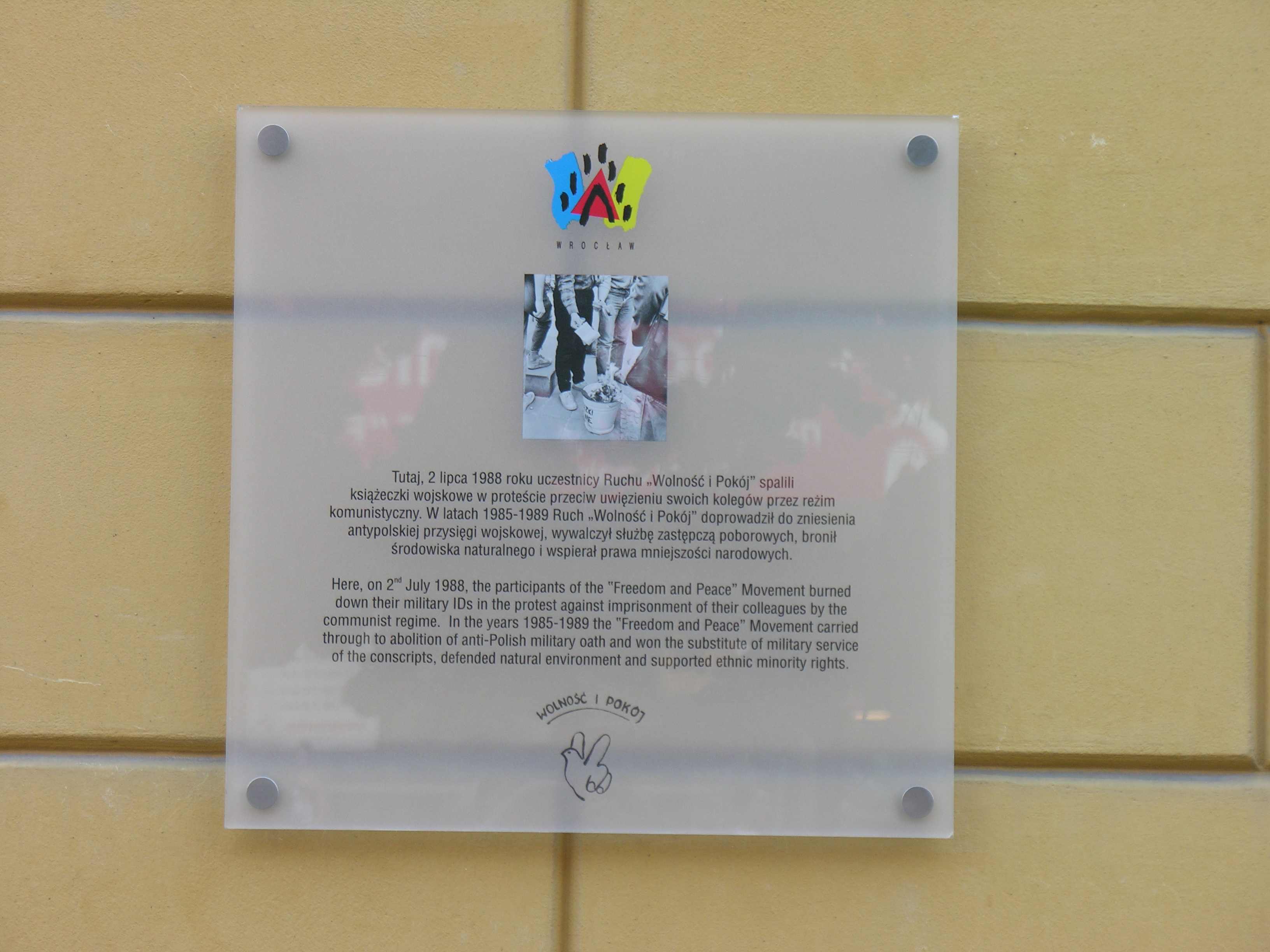
Tablica upamiętniająca Ruch Wolność i Pokój we Wrocławiu

Ruch Wolność i Pokój (WiP) – niezależne ugrupowanie społeczno-polityczne należące do nurtu „solidarnościowego”, działające w opozycji wobec władz komunistycznych, w latach 1985–1992 w Polsce. Większość uczestników Ruchu WiP stanowili studenci i przedstawiciele środowisk młodzieżowych (od anarchistów po aktywistów kościelnych). Ruch przeprowadził liczne akcje propagandowe i protestacyjne. Liczył w szczytowym okresie rozwoju kilkuset członków.

## Powstanie ruchu
Impulsem do powstania ruchu była obrona szczecińskiego działacza Niezależnego Zrzeszenia Studentów (NZS) Marka Adamkiewicza, który za odmowę złożenia przysięgi wojskowej został w grudniu 1984 r. skazany i uwięziony w Zakładzie Karnym w Stargardzie. W dniach 17–23 marca 1985 r. w ramach protestu przeprowadzono w kościele św. Krzysztofa w Podkowie Leśnej głodówkę, w której uczestniczyło około dwudziestu osób, przeważnie związanych z NZS. O ideach ruchu pokojowego z protestującymi rozmawiał Jacek Kuroń. Akcja zakończyła się konferencją, na której zapowiedziano powołanie ruchu pokojowego, co formalnie stało się 14 kwietnia w Krakowie.

## Program
- obrona praw człowieka
- poszerzenie swobód obywatelskich
- ochrona praw mniejszości
- zniesienie kary śmierci
- działania proekologiczne (sprzeciw wobec budowy elektrowni atomowej w Żarnowcu i zapory wodnej w Czorsztynie)
- działania pacyfistyczne
- działania zgodne z zasadą biernego oporu

### „A cappella” – magazyn ruchu
W latach 1986–1989 w Gdańsku wydawano poza cenzurą Nieregularnik Ruchu Wolność i Pokój „A cappella”, w którym postulowano idee wolności w świecie bez granic. Wartości ruchu miały być osiągane tylko metodami non violence (bez przemocy i negatywnych emocji wobec przeciwników).

## Działacze

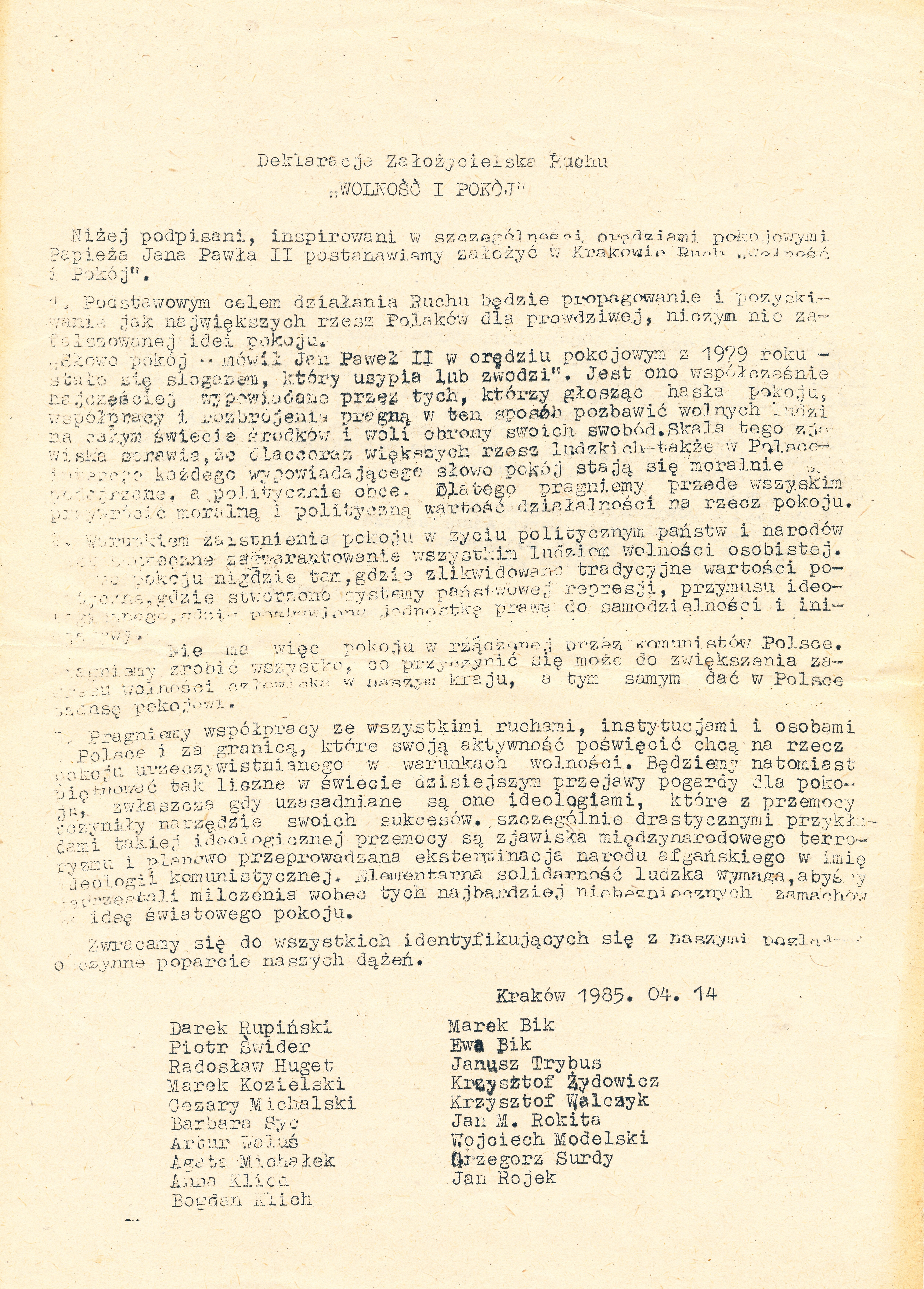
Deklaracja założycielska WiP

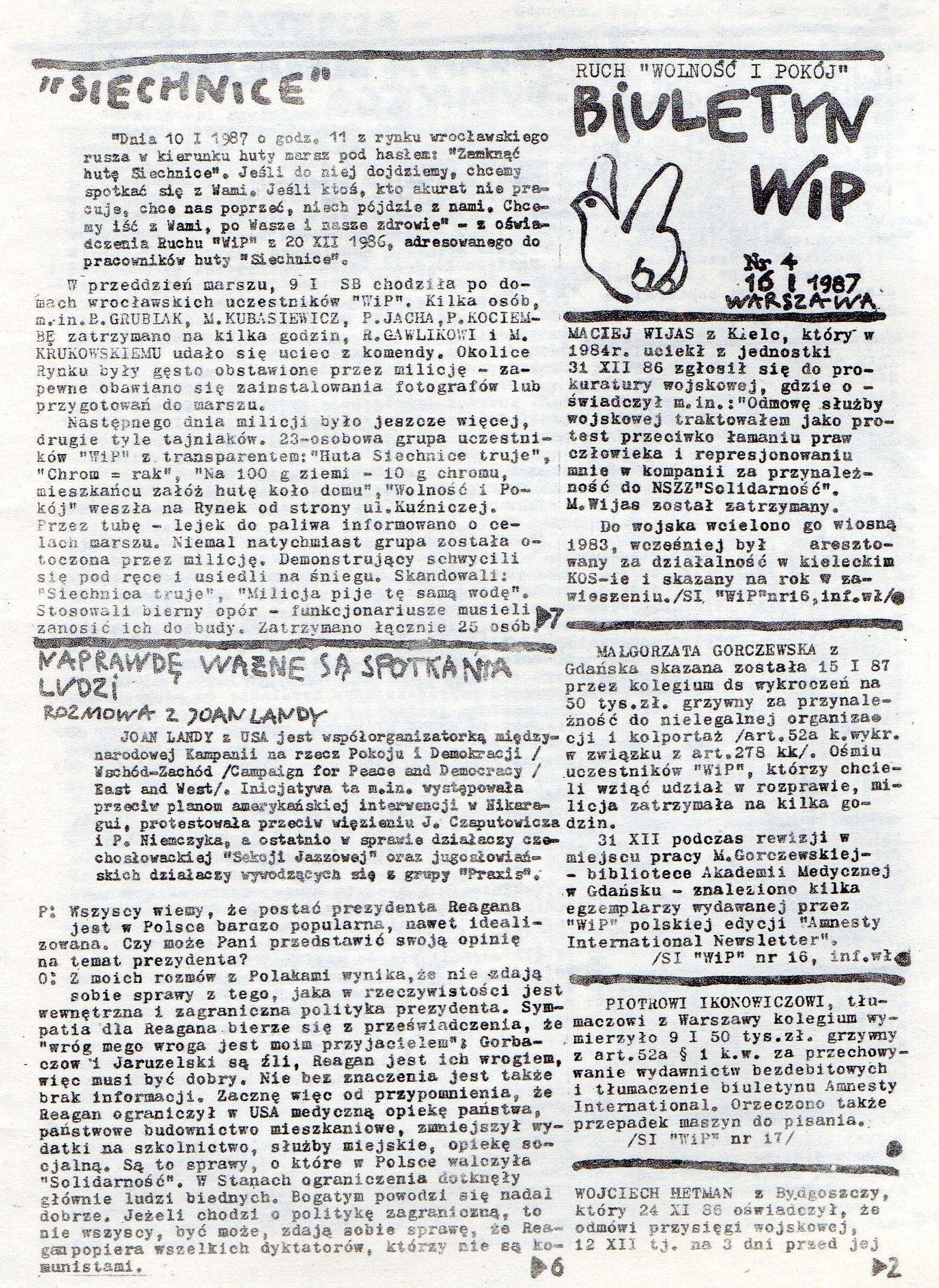
Biuletyn WiP z 1987

## Ośrodki Ruchu Wolność i Pokój
- Warszawa
- Kraków
- Katowice
- Opole
- Gdańsk
- Bydgoszcz
- Gorzów Wielkopolski
- Częstochowa
- Wrocław
- Szczecin
- Rzeszów[6]

## Fundacja Wolność i Pokój
W lutym 2011 r. powstała Fundacja Wolność i Pokój, KRS 0000377302.